# Al-Barka
Al-Barka ist eine philippinische Stadtgemeinde in der Provinz Basilan. Sie wurde durch den Muslim Mindanao Act Nr. 191, der am 22. Mai 2006 in einer Volksabstimmung ratifiziert wurde, gebildet. Sie besteht aus 16 Baranggays, die zuvor zu Tipo-Tipo gehörten.

## Baranggays
Al-Barka ist politisch unterteilt in 16 Baranggays.
| - Apil-apil - Bato-bato - Bohe-Piang - Bucalao - Cambug - Danapah - Guinanta - Kailih | - Kinukutan - Kuhon - Kuhon Lennuh - Linuan - Lookbisaya - Macalang - Magcawa - Sangkahan |